# Бранно (Куявсько-Поморське воєводство)
Бранно (пол. Branno, нім. Brenne) — село в Польщі, у гміні Ґневково Іновроцлавського повіту Куявсько-Поморського воєводства.
У 1975-1998 роках село належало до Бидгощського воєводства.